# Antef I
Antef I (Sehertawy) fou fill i successor de Mentuhotep com a nomarca de Tebes o rei de l'Alt Egipte. La seva mare es deia Neferu. És considerat el fundador de la Dinastia XI però cal remuntar-la almenys al seu pare. El seu nom d'Horus fou Sehertawy que vol dir "Aquell que satisfà a les dues terres". El seu nom Sa Ra fou Antef i Saraintef.
Quan va arribar al poder al nord d'Egipte (el Baix Egipte i el mitjà) era dominat pels nomarques-reis d'Heracleòpolis i el sud romania fraccionat. Va aconseguir dominar Hieracòmpolis, Nekheb, Naqada (Nubt), Coptos, Denderah i altres ciutats, per la diplomàcia o per les armes però més al nord (a 500 km) els sobirans d'Hieracòmpolis, es van mantenir, i ja no va aconseguir noves conquestes.
El seu regnat va durar uns setze anys. A causa del llarg regnat del seu successor se suposa que Antef I va morir bastant jove.
Fou enterrat en una tomba de roca tallada anomenada la tomba en filera, a la necròpolis d'Al-Tarif, 2 km a l'est de Deir el-Bahari i Dra Abu al-Naga. La tomba consisteix en un pati rectangular obert en direcció a la muntanya on acaba amb diverses tombes tallades als costats probablement per allotjar als membres de la família més propers. La tomba del rei no és pas més gran que les altres; s'han trobat les restes d'unes piràmides que podrien ser el lloc on finalment havien de ser enterrats els reis.
El va succeir el seu germà Antef II.
El seu nom apareix traduït també com Anjotef, Intef, Antouf, Erpa, Erpahantefa, Inyotef i Sehertaui.